# Борго Вирджилио
Бо̀рго Вирджѝдио (на италиански: Borgo Virgilio) е община в Северна Италия, провинция Мантуа, регион Ломбардия. Разположена е на 22 m надморска височина. Населението на общината е 14 730 души (към 2014 г.).
Общината е създадена в 4 февруари 2014 г. Тя се състои от двете предшествуващи общини Боргофорте и Вирджилио. Административен център е град Черезе (Cerese).